# Mihovo
Mihovo – wieś w Słowenii, w gminie Šentjernej. W 2018 roku liczyła 109 mieszkańców.